# Zürcher Geschnetzeltes
Zürcher Geschnetzeltes (francouzsky: Émincé de veau à la zurichoise, v překladu nakrájené maso po curyšsku) je pokrm z telecího masa typický pro švýcarské město Curych, podobný ruskému hovězí Stroganov. Poprvé bylo zmíněno v kuchařce z roku 1947.

## Příprava

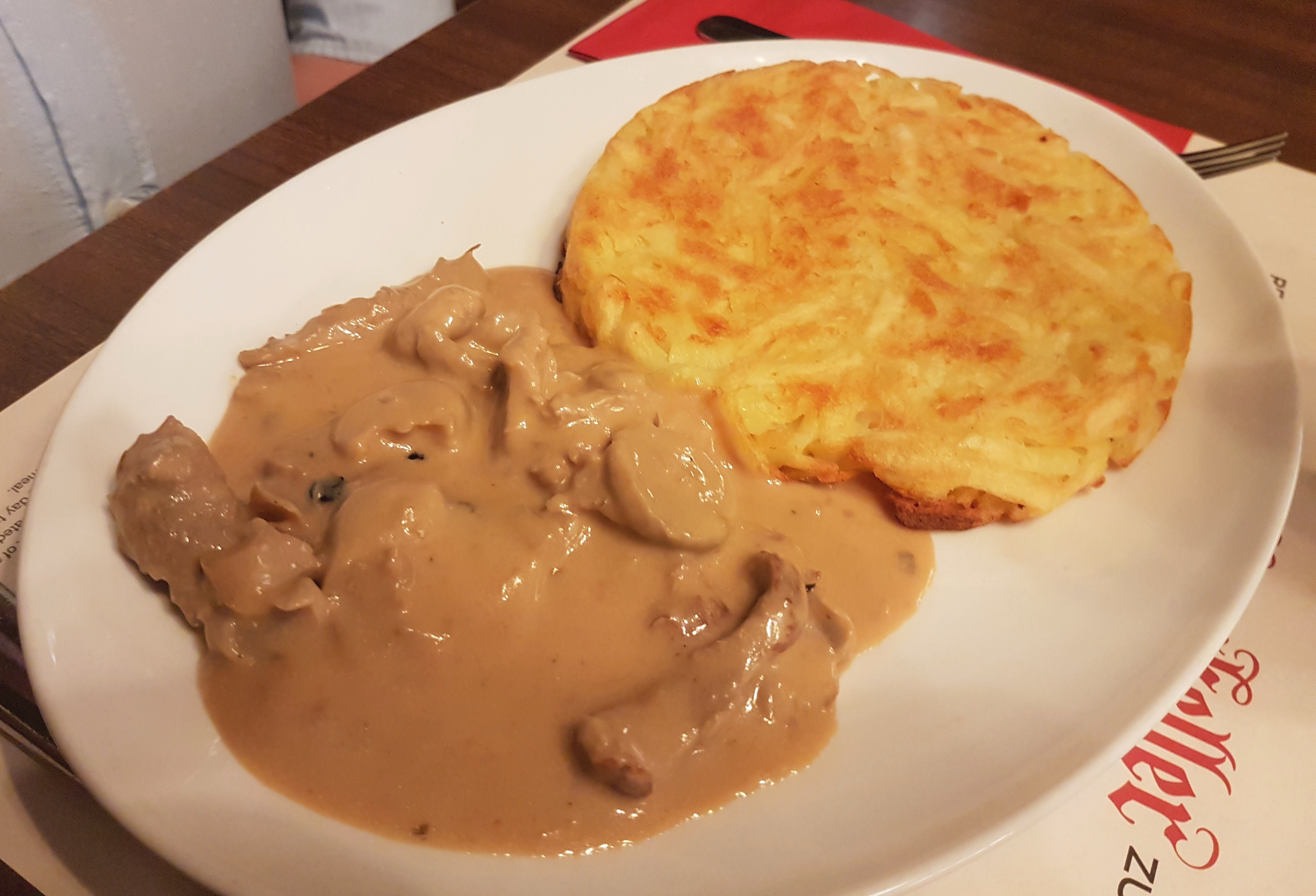
Telecí maso nakrájené na curyšský způsob s Rösti. Malé krájené telecí maso v omáčce z bílého vína se smetanou a houbami. Foceno v Zeughauskeller v Curychu.

Zürcher Geschnetzeltes se připravuje z telecího masa nakrájeného na nudličky, které se poté restuje na másle s cibulí. Poté se vytvoří omáčka z vína, smetany a vývaru. Nakonec se přidají houby, sůl, pepř a citronová šťáva. Výsledný pokrm se někdy zdobí plátkem papriky.
Jako příloha se k Zürcher Geschnetzeltes podává rösti, špecle, těstoviny, rýže nebo bramborová kaše.